# Orchestre Pasdeloup

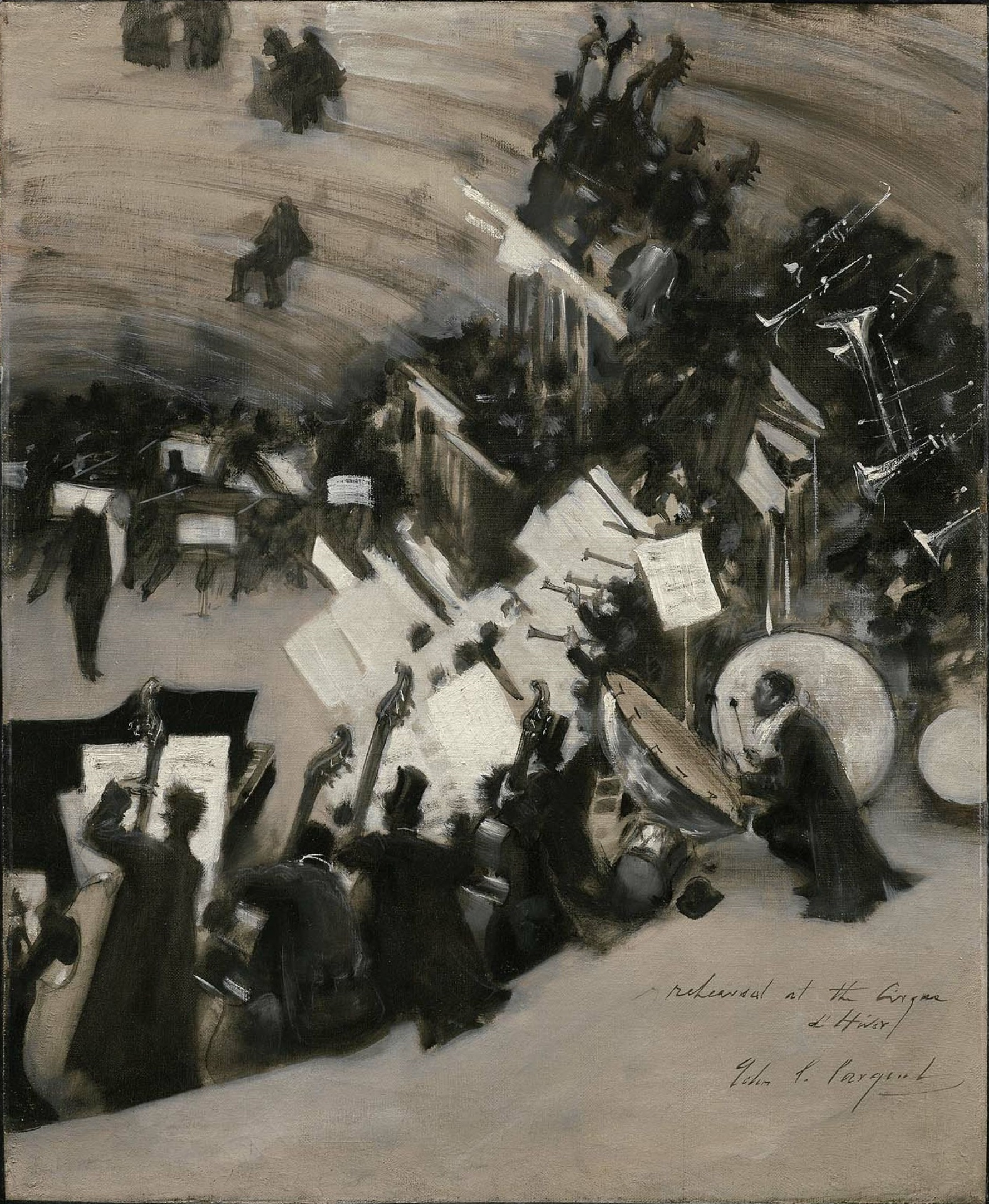
Repetitie bij het Cirque d'Hiver door John Singer Sargent, Museum of Fine Arts (Boston)

Het Orchestre Pasdeloup (Frans voor: Pasdeloup-Orkest, ook wel aangeduid als Orchestre des Concerts Pasdeloup of kortweg Concerts Pasdeloup), is het oudste symfonieorkest in Frankrijk, opgericht in 1861 door Jules Pasdeloup.

## Geschiedenis
Het orkest werd opgericht in 1861 door Jules Pasdeloup onder de naam Concerts Populaires en is het oudste orkest in Parijs dat nog steeds bestaat. Het richtte zich op het publiek dat tot dan toe afwezig was bij de gebruikelijke avondconcerten. Het organiseerde goedkope zondagsconcerten in de arena van het Cirque d'Hiver in Parijs. Het openingsconcert was op 27 oktober 1861 met een orkest van 80 musici en bestond uit het volgende programma:
- Ouverture op de opera Oberon van Carl Maria von Weber
- Beethovens Pastorale symfonie
- Mendelssohns Vioolconcert met Jean Alard
- De Kaiserhymne van Joseph Haydn.[1]

De repetities vonden plaats op dinsdag en donderdag op het Conservatorium en op zaterdag in het Cirque d'Hiver. De musici kregen 15 frank per concert met repetities. Al snel werd muziek geprogrammeerd van Berlioz en Wagner.
Het initiatief was een groot succes en de Concerts Populaires werd een begrip in Parijs, en had een leidende rol in de verspreiding van het Oostenrijks-Duitse repertoire bij een nieuw publiek en door het spelen van premières van Franse symfonische werken. Pasdeloup zette zijn activiteiten voort tot 1884 en probeerde tevergeefs om het orkest opnieuw op te starten in 1886 door een succesvol festival te organiseren gewijd aan César Franck. Het orkest werd opnieuw opgericht in 1919, onder leiding van Serge Sandberg, nu met de naam Orchestre Pasdeloup.

## Chef-dirigenten
- Jules Pasdeloup (1861-1887)
- Rhené-Baton (1919-1933)
- Albert Wolff (1925-1928) en (1934-1970)
- Desire-Émile Inghelbrecht (1928-1932)
- Gerard Devos (1970-1990)

André Caplet was de plaatsvervangend chef-dirigent in de jaren 1922-1925. Sinds 1990 heeft het orkest geen permanente dirigent en wordt het bestuurd door een commissie, sinds 2000 voorgezeten door de violiste Marianne Rivière.
Patrice Fontanarosa is de huidige artistiek adviseur voor het orkest, terwijl Jean-Christophe Keck de Offenbach-concerten leidt. Dirigent Wolfgang Doerner leidt het orkest regelmatig sinds 1987.

## Premières
- Louis Aubert - Habanera, 1919,
- Georges Bizet - symphonie Roma, 1869 – l'Arlésienne nr. 1 et 2, 1872 – l'ouverture Patrie, 1874,
- Pierre Capdevielle - Incantation pour la mort d'un Jeune Spartiate, 1933,
- Jacques Charpentier - symfonie nr. 5, 1977,
- Henri Duparc - Léonore, 1877,
- Édouard Lalo - Symphonie espagnole, 1875 – Le Roi d'Ys, ouverture, 1876,
- Marcel Landowski - Rythmes du monde, 1941 – pianoconcert nr. 1, 1942 – symfonie nr. 1, 1949 – Les Noces de la Nuit, 1962,
- Raymond Loucheur - symphonie nr. 1, 1935,
- Jean Martinon - symphonie nr. 2, 1945,
- Georges Migot - symfonie nr. 1, 1922 – La Jungle, 1932,
- Darius Milhaud - Les Choéphores, concertversie, 1927 – pianoconcert nr. 1, 1931,
- Maurice Ravel - Alborada del gracioso, 1919 – Le tombeau de Couperin, 1929,
- Albert Roussel - Symfonie nr. 2, 1922 en symfonie nr. 4, 1935,
- Camille Saint-Saëns - Le Rouet d'Omphale, 1872,
- Henri Sauguet - symfonie nr. 4, 1971,
- Henri Tomasi - Chant pour le Viêt-Nam, 1969.

## Discografie
- Berlioz - La damnation de Faust, op. 24 (enigszins ingekort) met Marguerite Mireille Berthon, Jose de Trevi, Charles Panzera, Louis Morturier, onder leiding van Piero Coppola
- Borodin - In de steppen van Centraal-Azië, Desire-Émile Inghelbrecht
- Charpentier - La Vie du Poète, onder leiding van de componist
- Debussy - La damoiselle elue met Odette Ricquier, Jeanne Guyla, Piero Coppola; Petite Suite, Desire-Émile Inghelbrecht
- Dukas - L'apprenti sorcier, Desire-Émile Inghelbrecht
- Franck - Symfonie, Rhené-Baton
- Mozart - Pianoconcert nr. 26 in D majeur, KV 537 met Magda Tagliaferro, onder leiding van Reynaldo Hahn
- Offenbach - Le financier et le savetier, onder leiding van Jean-Christophe Keck
- Richard Strauss - Dans van de zeven sluiers uit Salomé, Piero Coppola[2]